# Suore della Provvidenza sociale cristiana
Le Suore della Provvidenza Sociale Cristiana (in spagnolo Hermanas de la Providencia Social Cristiana; sigla P.S.C.) sono un istituto religioso femminile di diritto pontificio.

## Storia
La congregazione fu fondata il 29 febbraio 1968 a La Estrella, in Colombia, da María Josefina Garcés Baena, già suora dell'istituto delle domenicane della Presentazione.

## Attività e diffusione
Le suore si dedicano all'evangelizzazione dei poveri e alla cura dei bambini abbandonati.
Oltre che in Colombia, sono presenti in Ecuador; la sede generalizia è a Medellín.
Alla fine del 2015 l'istituto contava 100 religiose in 22 case.